# بروس كاتون
بروس كاتون (بالإنجليزية: Bruce Catton)‏ (9 أكتوبر 1899 في بيتوسكي، ميشيغان - 28 أغسطس 1978 في فرانكفورت، ميشيغان) كان صحفي أمريكي ومؤلف ومؤرخ الحرب الأهلية الأمريكية. فاز عام 1954 بجائزة بوليتزر عن كتابه سكون في أبوماتوكس. درس في كلية أوبرلين لكنه تركها دون الحصول على درجة بسبب الحرب العالمية الأولى أين عمل لدى البحرية الأمريكية. اشتغل بعد الحرب كصحفي ومراسل حر لأخبار كليفلاند، بعدها عمل بين عامي 1920 وحتى عام 1924 لدى بوسطن الأمريكية. اشتغل خلال الحرب العالمية الثانية كموظف حكومي.
تحصل بروس على أكثر من 26 دكتوراه فخرية من جامعات أمريكا بما فيها أيضا كلية أوبرلين، كما منحه الرئيس الأمريكي هاري ترومان جائزة لعمله على الحرب الأهلية الأمريكية، ووسام الحرية عام 1976.

## بعض من أعماله
- جيش لنكولن 1951.
- طريق المجد 1952.
- سكون في أبوماتوكس 1954.
- الغضب القادم 1961.

## روابط خارجية
- بروس كاتون على موقع الموسوعة البريطانية (الإنجليزية)